# Victoria Guardia Alvarado
Victoria Guardia Alvarado (San José, 1939) es un diplomática costarricense, embajadora de Costa Rica en la FAO y la República de Malta.
Cursó estudios universitarios en México y en la Escuela Diplomática de España. Ingresó al Ministerio de Relaciones Exteriores y Culto el 15 de junio de 1966. Está casada con Manuel Hernández Gutiérrez, también Embajador de carrera de Costa Rica.
Ha desempeñado numerosos cargos diplomáticos, entre ellos los de primera secretaría de la Embajada de Costa Rica en Madrid, jefe de Gabinete del ministro, subdirectora de Organismos Internacionales y embajadora de Costa Rica en la Unesco. Actualmente es embajadora de Costa Rica en la FAO (desde 1998) y concurrente en la República de Malta.
También ha sido profesora del Instituto diplomático de la Cancillería costarricense.